# Giro del Delfinato 1962
Il Giro del Delfinato 1962, sedicesima edizione della corsa, si svolse dal 28 maggio al 3 giugno su un percorso di 1487 km ripartiti in 7 tappe (la terza, la sesta suddivise in due semitappe), con partenza a Chamonix e arrivo a Grenoble. Fu vinto dal francese Raymond Mastrotto della Gitane-Leroux-Dunlop davanti al tedesco Hans Junkermann e al francese Raymond Poulidor.

## Tappe
| Tappa  | Data      | Percorso                              | km   | Vincitore di tappa | Leader cl. generale |
| ------ | --------- | ------------------------------------- | ---- | ------------------ | ------------------- |
| 1ª     | 28 maggio | Chamonix > Annecy                     | 217  | Giuseppe Zorzi     | Giuseppe Zorzi      |
| 2ª     | 29 maggio | Annecy > Bourg-en-Bresse              | 196  | Henry Duez         | Henry Duez          |
| 3ª-1ª  | 30 maggio | Bourg-en-Bresse > Lione               | 105  | Julien Gekiere     | Jean-Claude Lebaube |
| 3ª-2ª  | 30 maggio | Lione > Tournon-sur-Rhône             | 112  | André Darrigade    | Jean-Claude Lebaube |
| 4ª     | 31 maggio | Tain-l'Hermitage > Chambéry           | 194  | Julio Jiménez      | Jean-Claude Lebaube |
| 5ª     | 1º giugno | Chambéry > Gap                        | 214  | Hans Junkermann    | Raymond Mastrotto   |
| 6ª-1ª  | 2 giugno  | Gap > Orange                          | 149  | Rolf Wolfshohl     | Raymond Mastrotto   |
| 6ª-2ª  | 2 giugno  | Orange > Avignone (cron. individuale) | 42   | Joseph Velly       | Raymond Mastrotto   |
| 7ª     | 3 giugno  | Avignone > Grenoble                   | 258  | Frans De Mulder    | Raymond Mastrotto   |
| Totale | Totale    | Totale                                | 1487 |                    |                     |

## Dettagli delle tappe

### 1ª tappa
- 28 maggio: Chamonix > Annecy – 217 km

| Pos. | Corridore       | Squadra | Tempo |
| ---- | --------------- | ------- | ----- |
| 1    | Giuseppe Zorzi  | Ignis   |       |
| 2    | Frans De Mulder | Wiel's  |       |
| 3    | Rolf Wolfshohl  | Gitane  |       |

| Pos. | Corridore      | Squadra | Tempo |
| ---- | -------------- | ------- | ----- |
| 1    | Giuseppe Zorzi | Ignis   |       |

### 2ª tappa
- 29 maggio: Annecy > Bourg-en-Bresse – 196 km

| Pos. | Corridore           | Squadra | Tempo |
| ---- | ------------------- | ------- | ----- |
| 1    | Henry Duez          | Peugeot |       |
| 2    | André Messelis      | Wiel's  |       |
| 3    | Jean-Claude Lebaube | Gitane  |       |

| Pos. | Corridore  | Squadra | Tempo |
| ---- | ---------- | ------- | ----- |
| 1    | Henry Duez | Peugeot |       |

### 3ª tappa - 1ª semitappa
- 30 maggio: Bourg-en-Bresse > Lione – 105 km

| Pos. | Corridore      | Squadra | Tempo |
| ---- | -------------- | ------- | ----- |
| 1    | Julien Gekiere | Wiel's  |       |
| 2    | Roger Baguet   | Wiel's  |       |
| 3    | Pierre Ruby    | Peugeot |       |

| Pos. | Corridore           | Squadra | Tempo |
| ---- | ------------------- | ------- | ----- |
| 1    | Jean-Claude Lebaube | Gitane  |       |

### 3ª tappa - 2ª semitappa
- 30 maggio: Lione > Tournon-sur-Rhône – 112 km

| Pos. | Corridore       | Squadra | Tempo |
| ---- | --------------- | ------- | ----- |
| 1    | André Darrigade | Gitane  |       |
| 2    | Antoine Abate   | Margnat |       |
| 3    | Gerard Thiélin  | Gitane  |       |

| Pos. | Corridore           | Squadra | Tempo |
| ---- | ------------------- | ------- | ----- |
| 1    | Jean-Claude Lebaube | Gitane  |       |

### 4ª tappa
- 31 maggio: Tain-l'Hermitage > Chambéry – 194 km

| Pos. | Corridore           | Squadra | Tempo |
| ---- | ------------------- | ------- | ----- |
| 1    | Julio Jiménez       | Faema   |       |
| 2    | Federico Bahamontes | Margnat |       |
| 3    | Raymond Mastrotto   | Gitane  |       |

| Pos. | Corridore           | Squadra | Tempo |
| ---- | ------------------- | ------- | ----- |
| 1    | Jean-Claude Lebaube | Gitane  |       |

### 5ª tappa
- 1º giugno: Chambéry > Gap – 214 km

| Pos. | Corridore         | Squadra | Tempo |
| ---- | ----------------- | ------- | ----- |
| 1    | Hans Junkermann   | Wiel's  |       |
| 2    | Raymond Poulidor  | Mercier |       |
| 3    | Raymond Mastrotto | Gitane  |       |

| Pos. | Corridore         | Squadra | Tempo |
| ---- | ----------------- | ------- | ----- |
| 1    | Raymond Mastrotto | Gitane  |       |

### 6ª tappa - 1ª semitappa
- 2 giugno: Gap > Orange – 149 km

| Pos. | Corridore       | Squadra | Tempo |
| ---- | --------------- | ------- | ----- |
| 1    | Rolf Wolfshohl  | Gitane  |       |
| 2    | Edouard Bihouee | Mercier |       |
| 3    | Francois Hamon  | Peugeot |       |

| Pos. | Corridore         | Squadra | Tempo |
| ---- | ----------------- | ------- | ----- |
| 1    | Raymond Mastrotto | Gitane  |       |

### 6ª tappa - 2ª semitappa
- 2 giugno: Orange > Avignone (cron. individuale) – 42 km

| Pos. | Corridore         | Squadra  | Tempo |
| ---- | ----------------- | -------- | ----- |
| 1    | Joseph Velly      | Margnat  |       |
| 2    | Raymond Mastrotto | Gitane   |       |
| 3    | Dick Enthoven     | Pelforth |       |

| Pos. | Corridore         | Squadra | Tempo |
| ---- | ----------------- | ------- | ----- |
| 1    | Raymond Mastrotto | Gitane  |       |

### 7ª tappa
- 3 giugno: Avignone > Grenoble – 258 km

| Pos. | Corridore       | Squadra     | Tempo |
| ---- | --------------- | ----------- | ----- |
| 1    | Frans De Mulder | Wiel's      |       |
| 2    | Pierre Everaert | St. Raphaël |       |
| 3    | Jean Forestier  | Gitane      |       |

| Pos. | Corridore         | Squadra | Tempo     |
| ---- | ----------------- | ------- | --------- |
| 1    | Raymond Mastrotto | Gitane  | 41h22'04" |
| 2    | Hans Junkermann   | Wiel's  | a 43"     |
| 3    | Raymond Poulidor  | Mercier | a 1'33"   |

## Classifiche finali

### Classifica generale
| Pos. | Corridore               | Squadra    | Tempo     |
| ---- | ----------------------- | ---------- | --------- |
| 1    | Raymond Mastrotto       | Gitane     | 41h22'04" |
| 2    | Hans Junkermann         | Wiel's     | a 43"     |
| 3    | Raymond Poulidor        | Mercier-BP | a 1'33"   |
| 4    | Federico Bahamontes     | Margnat    | a 9'05"   |
| 5    | Jean-Claude Lebaube     | Gitane     | a 9'26"   |
| 6    | Jean Dotto              | Liberia    | a 12'44"  |
| 7    | Dick Enthoven           | Pelforth   | a 14'17"  |
| 8    | José Bernárdez          | Faema      | a 14'29"  |
| 9    | Antonio Gómez del Moral | Faema      | a 16'00"  |
| 10   | Juan Campillo Garcia    | Margnat    | s.t.      |